# Église Sainte-Marie d'Ispahan
Pour les articles homonymes, voir église Sainte-Marie.
L'église Sainte-Marie est une église apostolique arménienne située dans le quartier arménien d'Ispahan, appelé La Nouvelle-Djoulfa.

## Historique
Au XVIIe siècle, les Arméniens de la Nouvelle-Djoulfa eurent une petite église, appelée Hakoup. L'église Hakoup était la plus vieille église du quartier Djoulfa. Avec le temps et avec l'accroissement de la population arménienne d'Ispahan, l'église n'eut pas assez de place pour les gens qui venaient à l'église. L'église n'avait pas non plus de décorations. Khadje Avdik était un des grands commerçants de soie sous l'ère d'Abbas Ier. Un jour, il ne put pas participer à une cérémonie religieuse, parce que l'église était pleine et il n'y avait plus de place pour lui. Il décida alors d'agrandir l'église et il décora la nouvelle église avec de la lumière, des chandeliers d'or et d'argent, des toiles et des peintures précieuses. Il construisit cette église avec ses propres deniers et il l'appela « église Sainte-Marie ».